# Селянская Клёвка
Селя́нская Клёвка (бел. Сялянская Клёўка) — деревня в составе Мощаницкого сельсовета Белыничского района Могилёвской области Республики Беларусь. Население — 37 человек (2009). Стоит на реке Клева.

## География

### Расположение
В 32 км на юго-запад от Белынич, в 50 км от железнодорожной станции Друть (на линии Могилёв — Осиповичи), в 73 км от Могилёва.

## Транспортная система
Транспортная связь по просёлочной дороге, затем по автодороге Могилёв — Минск. Планировка крестообразная. Более протяжённая улица ориентирована с юго-запада на северо-восток. В месте перекрещения улиц размещены общественные здания. Застройка двухсторонняя, деревянными домами усадебного типа.

## История
В 1897 году — застенок, 26 дворов, 193 жителя, имелся молитвенный дом. С февраля до октября 1918 года оккупирована германской армией. В 1923 году открыта школа (в 1925 году — 60 учеников), действовал кружок по ликвидации безграмотности среди взрослых.
В 1930-е годы местные жители вступили в колхоз. 2 июля 1941 года оккупирована немецко-фашистскими захватчиками. В июне 1944 года гитлеровцы спалили 42 двора, расстреляли 2 жителей. Во время Великой Отечественной войны на фронтах погибли 11 местных жителей. Освобождена 29 июня 1944 года.
В 1986 году — в составе совхоза «Искра» с центром в деревне Староселье. Действовали 8-летняя школа, магазин, фельдшерско-акушерский пункт.

## Население

### Численность
- 2009 год — 37 жителей.

### Динамика
- 1897 год — 26 дворов, 193 жителя.
- 1940 год — 49 дворов, 160 жителей.
- 1959 год — 191 житель.
- 1970 год — 185 жителей.
- 1986 год — 99 жителей.
- 2002 год — 32 двора, 66 жителей[3].
- 2007 год — 26 дворов, 44 жителя.
- 2009 год — 37 жителей.